# Teatro Circo Price
O Teatro Circo Price foi fundado pelo inglês Thomas Price e veio ocupar, em 1860, a primeira praça de touros que existia em Lisboa. Foi demolido em 1882, para dar lugar à Avenida da Liberdade.
Eça de Queirós referiu, em Os Maias, que o Circo Price era um espaço extremamente popular, mas um lugar pouco confortável e abafado. Embora sendo originalmente uma sala especializada em circo e ginástica, o Circo Pride passou depois a apresentar comédias, zarzuelas, operetas e outros espetáculos populares à época.
Segundo a revista Ilustração Portugueza, "O Circo Price ficava situado do lado esquerdo da calçada do Salitre, defronte do velho theatro das Variedades. Era mais amplo que o actual Colyseo dos Recreios, e a sua enorme cúpula assentava sobre grossas vigas de madeira." 